# Vorbenutzungsrecht
Vorbenutzungsrecht bezeichnet eine Rechtsposition, deren Inhaber zur Benutzung eines durch fremdes Patent oder Gebrauchsmuster geschützten Erfindungsgegenstands nicht der Erlaubnis des Patent- bzw. Gebrauchsmusterinhabers bedarf.

## Patentrecht

### Gesetzliche Grundlagen
Rechtsgrundlage für das Vorbenutzungsrecht ist § 12PatG. Gemäß Abs. 1 dieser Vorschrift tritt die Wirkung des Patents gegen den nicht ein, der zur Zeit der Anmeldung bereits im Inland die Erfindung in Benutzung genommen oder die dazu erforderlichen Veranstaltungen getroffen hatte. Bei der „Wirkung“ des Patents handelt es sich um die in § 9 und § 10PatG normierten (positiven) Benutzungs- und (negativen) Verbotsrechte des Patentinhabers bezüglich der durch das Patent geschützten Erfindung.

#### Prioritätsrecht des Patentinhabers
Dem Patentinhaber kann ein so genanntes Prioritätsrecht zustehen, und zwar dann, wenn er auf die Erfindung bereits zu einem früheren Zeitpunkt (im In- oder Ausland) ein Patent (oder Gebrauchsmuster) angemeldet hat. Vgl. § 40 und § 41PatG. Hat er das Prioritätsrecht (innerhalb einer bestimmten, vorgeschriebenen Frist) wirksam in Anspruch genommen, so ist in diesem Fall für das Vorbenutzungsrecht nicht der Anmeldezeitpunkt des gegenwärtigen Patents, sondern der Anmeldetag des früheren Patents (oder Gebrauchsmusters) maßgebend, § 12 Abs. 2 Satz 1 PatG.

#### Ausnahmeregelung
§ 12 Abs. 1 Satz 4 PatG regelt eine Ausnahme vom Vorbenutzungsrecht folgendermaßen: Hat der Anmelder oder sein Rechtsvorgänger die Erfindung vor der Anmeldung (zum Patent) anderen mitgeteilt und sich dabei seine Rechte für den Fall der Patentanmeldung vorbehalten, so kann sich der, welcher die Erfindung infolge der Mitteilung erfahren hat, nicht darauf berufen, dass er zur Zeit der Anmeldung des Patents (bzw. zum Anmeldezeitpunkt der prioritätsbegründenden früheren Patentanmeldung) bereits im Inland die Erfindung in Benuzung genommen oder die dazu erforderlichen Veranstaltungen getroffen hatte. Voraussetzung ist allerdings, dass er diese Maßnahmen innerhalb von sechs Monaten nach der Mitteilung, d. h. innerhalb der letzten sechs Monate vor der Patentanmeldung, getroffen hat.
Grundsätzlich gilt, dass der Erwerb eines Vorbenutzungsrechts nicht möglich ist, wenn der Vorbenutzer dem späteren Patentinhaber oder dessen Rechtsvorgänger gegenüber widerrechtlich gehandelt hat. Dies ist insbesondere dann der Fall, wenn der Vorbenutzer seine Kenntnis von der Erfindung und damit den – durch Benutzung der Erfindung oder durch Treffen der hierzu erforderlichen Veranstaltungen erlangten – Erfindungsbesitz in unredlicher Weise vom Patentinhaber oder dessen Rechtsvorgänger „entlehnt“ hat.

### Sinn und Zweck des Vorbenutzungsrechts
Der Gesetzgeber sieht den Zweck des Vorbenutzungsrechts darin, aus Billigkeitsgründen den bestehenden gewerblichen oder wirtschaftlichen Besitzstand des Vorbenutzers zu schützen. Es sei unbillig, in berechtigter Ausübung geschaffene wirtschaftliche Werte zu zerstören. Dies werde durch das Vorbenutzungsrecht verhindert. Ein bestehender Besitzstand dürfe nicht durch die Patentanmeldung eines anderen entwertet werden.

## Gebrauchsmusterrecht
Gesetzliche Grundlage für das Vorbenutzungsrecht ist hier § 13 Abs. 3 GebrMG. Demgemäß sind die Vorschriften des Patentgesetzes (auch) über das Vorbenutzungsrecht (§ 12 PatG, siehe oben) entsprechend anzuwenden. Damit gilt bezüglich des Vorbenutzungsrechts im Gebrauchsmusterrecht uneingeschränkt das oben zum Vorbenutzungsrecht im Patentrecht Gesagte entsprechend. Das Vorbenutzungsrecht des Vorbenutzers besteht hier gegenüber dem Inhaber des Gebrauchsmusters. Auch hinsichtlich der Regelung von Ausnahmen vom Vorbenutzungsrecht gilt im Gebrauchsmusterrecht das oben zum Patentrecht Gesagte entsprechend.